# Браверман, Гарри
Гарри Браверман (англ. Harry Braverman; 9 декабря 1920, Нью-Йорк, США — 2 августа 1976, Хонесдейл, Пенсильвания, США) — американский социалист, экономист, социолог и писатель, политолог, троцкист.

## Биография
Браверман родился 9 декабря 1920 года в Нью-Йорке. В 1937 году стал активистом троцкистского движения и вскоре вступил в недавно созданную Социалистическую рабочую партию. В 1950-е годы он был одним из лидеров оппозиционной тенденции Берта Кохрана, поддерживавшей Мишеля Пабло и Международный секретариат Четвёртого интернационала. В результате поражения «паблоистской» тенденции во внутрипартийной борьбе был исключён из партии. Вместе с близкой к нему группе в крупном профсоюзе металлургических рабочих «United Steelworkers» участвовал в создании Американского социалистического союза, просуществовавшего до 1959 года. Затем сблизился с марксистским журналом «Monthly Review». В 1960-е годы работал редактором Grove Press. Стремился, чтобы его издания были открыты для публикации других левых авторов, придерживавшихся отличных от него точек зрения; участвовал в издании «Автобиографии Малкольма Икс».
К числу важнейших книг Бравермана относится «Труд и монополистический капитал: деградация труда в двадцатом столетии» (англ. Labor and Monopoly Capital: The Degradation of Work in the Twentieth Century), в которой рассматривалась трансформация характера труда в рамках современного производственного процесса и изменение структуры рабочего класса. Книга была опубликована в 1974 году. Гарри Браверман умер в 1976 году от рака.